# Bonum 1
O Bonum 1 (Most-1), foi um satélite de comunicação geoestacionário russo construído pela Hughes que esteve localizado na posição orbital de 50 graus de longitude oeste e foi operado inicialmente pela Bonum (Media Most) e posteriormente pela Russian Satellite Communications Company. O satélite foi baseado na plataforma HS-376HP e sua expectativa de vida útil era de 11,5 anos.

## Lançamento
O satélite foi lançado com sucesso ao espaço no dia 22 de novembro de 1998, por meio de um veículo Delta-7925, a partir da Estação da Força Aérea de Cabo Canaveral, na Flórida, Estados Unidos. Ele tinha uma massa de lançamento de 1 425 kg.

## Capacidade e cobertura
O Bonum 1 era equipado com 8 transponders de banda Ku que forneciam televisão para a Sibéria ou na Europa.